# Ematurga fallax
Ematurga fallax är en fjärilsart som beskrevs av Otto Staudinger 1920. Ematurga fallax ingår i släktet Ematurga och familjen mätare. Inga underarter finns listade i Catalogue of Life.